# لوکاس هجز
لوکاس هجز (انگلیسی: Lucas Hedges؛ زادهٔ ۱۲ دسامبر ۱۹۹۶) بازیگر آمریکایی است. او حرفهٔ بازیگری را با نقشی مکمل در کمدی-درام قلمرو طلوع ماه (۲۰۱۲) و فیلم جنایی پیغام‌رسان را بکش (۲۰۱۴) آغاز کرد. او در سال ۲۰۱۶ بابت بازی در نقش نوجوانی طعنه‌آمیز در درام منچستر بای د سی نامزد دریافت جایزهٔ اسکار بهترین بازیگر نقش مکمل مرد شد. او در سال ۲۰۱۷ نقش‌های مکمل فیلم دورهٔ بلوغ لیدی برد و درام سه بیلبورد خارج از ابینگ، میزوری را بر عهده داشت.
در سال ۲۰۱۸، هجز در درام پسر پاک شد نقش اصلی نوجوانی را ایفا کرد که مجبور به انجام یک برنامهٔ تبدیل‌درمانی همجنس‌گرایان می‌شود. او برای این نقش نامزد دریافت جایزهٔ گلدن گلوب شد.

## زندگی شخصی
در سال ۲۰۱۸ هنگامی که از هجز در مورد تمایلات جنسی او پرسیده شد، گفت: «در مراحل اولیهٔ زندگی‌ام، برخی از افرادی که بیشتر شیفتهٔ آن‌ها بودم نزدیک‌ترین دوستان مذکر من بودند. این مورد در دوران دبیرستان وجود داشت، و فکر می‌کنم همیشه از آن آگاه بودم. اما من در بیشتر موارد جذب زنان بودم». او بعداً در مورد متحد بودن با جامعهٔ ال‌جی‌بی‌تی‌کیو صحبت کرد و گفت که او تمایلات جنسی خود را «تجربه‌ای تغییرپذیر» می‌دانست.

## فیلم‌شناسی
| سال  | عنوان                            | نقش           | توضیحات    |
| ---- | -------------------------------- | ------------- | ---------- |
| ۲۰۰۷ | دن در زندگی واقعی                | شریک رقص لیلی |            |
| ۲۰۱۲ | قلمرو طلوع ماه                   | ردفورد        |            |
| ۲۰۱۲ | آرتور نیومن                      | کوین آوری     |            |
| ۲۰۱۳ | روز کارگر                        | ریچارد        |            |
| ۲۰۱۳ | قضیه صفر                         | باب           |            |
| ۲۰۱۴ | هتل بزرگ بوداپست                 | متصدی پمپ     |            |
| ۲۰۱۴ | پیغام‌رسان را بکش                 | ایان وب       |            |
| ۲۰۱۵ | بیهوشی                           | گرگ           |            |
| ۲۰۱۶ | منچستر بای د سی                  | پاتریک چندلر  |            |
| ۲۰۱۷ | Pigeonhearts                     | الی           | فیلم کوتاه |
| ۲۰۱۷ | لیدی برد                         | دنی اونیل     |            |
| ۲۰۱۷ | سه بیلبورد خارج از ابینگ، میزوری | رابی هیز      |            |
| ۲۰۱۸ | پسر پاک شد                       | جرد ایمونز    |            |
| ۲۰۱۸ | بن برگشته                        | بن برنز       |            |
| ۲۰۱۸ | Mid90s                           | ایان          |            |
| ۲۰۱۹ | هانی بوی                         | اوتیس لورت    |            |
| ۲۰۱۹ | امواج                            | لوک           |            |
| ۲۰۲۰ | خروج فرانسه                      | مالکوم پرایس  |            |
| ۲۰۲۰ | بگذار همه صحبت کنند              | تایلر هیوز    |            |
| ۲۰۲۲ | شرلی                             | TBA           |            |